# Hiroshi Nagahama
Hiroshi Nagahama (長濱 博史, Nagahama Hiroshi) est un animateur et réalisateur de film d'animation né le 15 mars 1970 à Saiki, dans la préfecture d'Ōita, au Japon.
Il est principalement connu pour être le réalisateur de l'anime Mushishi.

## Biographie
Hiroshi Nagahama est né le 15 mars 1970 à Saiki, dans la préfecture d'Ōita, au Japon.
Il étudie[Quand ?] au Tokyo Designer Gakuin (東京デザイナー学院).
Il commence sa carrière en tant que Mecanichal designer en 1993 au studio Madhouse sur le film d'animation The Cockpit (ザ・コクピット, Za kokupitto) basé sur le manga éponyme écrit par Leiji Matsumoto en 1975.
Hiroshi Nagahama a travaillé sur des projets tels que Detroit Metal City (OAV) ou encore les épisodes 18 à 25 de Fruits Basket. Il a également dirigé les génériques de ces séries.
Il a plus récemment participé à l'anime de Mushishi, Aku no Hana et deux clips de la célèbre star de Vocaloid Miku Hatsune : "Chime" et "Downloader".
Il est invité à Polymanga en 2013.